# Gria Vathra
Die Gria Vathra (griechisch Γριά Βάθρα) ist ein Gebiet von Wasserläufen und kleinen Seen etwa 600 Meter vom Dorf Therma (Θερμά) der Insel Samothraki (Σαμοθράκη).
Der Legende nach soll eine alte Frau (die „Griá“) auf der Suche nach ihren Ziegen in eine der metertiefen Wassergumpen (Vertiefungen in Flussbetten) hinabgestürzt und ertrunken sein.
An den Felsen entlang gelangt man durch mehrere kleine Wasserfälle teilweise an kleine Seen und Gumpen, in denen es offiziell aus Sicherheitsgründen nicht erlaubt ist zu baden. Manche Gumpen sind mehrere Meter tief und bei einem Bad im Alleingang lebensgefährlich, da das kalte Wasser leicht Krämpfe auslösen kann.